# Буремний перевал (фільм, 2011)
«Буремний перевал» (англ. Wuthering Heights) — артхаусна екранізація першої половини роману Емілі Бронте «Буремний перевал», яка була знята в Північному Йоркширі британським режисером Андреа Арнольд восени 2010 року і вийшла в прокат рік по тому.

## Зміст
Північний Йоркшир, кінець XVIII століття. Якось увечері містер Ерншо привозить на свій хутір «Грозовий перевал» темношкірого хлопчика, якому дає ім'я Хіткліфф. Цього втікача з плантацій Вест-Індії він знайшов бродяжачи на вулицях портового Ліверпуля. Хоча Ерншо хоче зробити Хіткліффа членом своєї сім'ї, на шляху його задуму встають расові забобони оточуючих і дикий норов свавільного юнака. Весь вільний час нелюдим проводить на вересових пустках в компанії дочки Ерншо, Кетрін. Проте їх зближення не входить у плани молодого садиста Хіндлі, який повинен успадкувати «Грозовий перевал» після швидкої смерті батька…

## Ролі
| Актор          | Роль             |
| -------------- | ---------------- |
| Пол Гілтон     | містер Ерншо     |
| Джеймс Хоусона | Хіткліфф         |
| Соломон Глейв  | юний Хіткліфф    |
| Кая Скоделаріо | Кетрін Ерншо     |
| Шеннон Бір     | юна Кетрін Ерншо |
| Джеймс Норткот | Едгар Лінтон     |
| Симона Джексон | Еллен Дін        |
| Нікола Берлі   | Ізабелла Лінтон  |
| Олівер Мілберн | містер Лінтон    |
| Емі Рен        | Френсіс Ерншо    |

## Знімальна група
- Режисер — Андреа Арнольд
- Сценарист — Олівія Гетрід
- Продюсер — Роберт Бернштейн, Кевін Лоудер, Дуглас Рей